# تاتسوما ایتو
 تاتسوما ایتو (انگلیسی: tatsuma Ito؛ زادهٔ ۱۸ مهٔ ۱۹۸۸) یک تنیس‌باز اهل ژاپن است.